# Otto Wiegand (Turner)
Paul Otto Hans Wiegand (* 29. Oktober 1875 in Berlin; † 11. Juni 1939 in Zepernick) war ein deutscher Kunstturner.

## Biografie
Otto Wiegand nahm an den Olympischen Sommerspielen 1904 und den Olympischen Zwischenspielen 1906 teil.
Im Turnerischen Dreikampf und im Einzelmehrkampf belegte er jeweils den fünften Rang.
Sein Bruder Carl war ebenfalls Turner und nahm an den Olympischen Sommerspielen 1900 in Paris teil.
1911 arbeitete er als Büro-Assistent und heiratete die Schneiderin Frieda Grünbaum. Über seinen weiteren Lebensweg ist nichts bekannt.